# Chen Haiwei
Chen Haiwei (chiń. 陈海威; ur. 30 grudnia 1994 w Quanzhou) – chiński florecista, olimpijczyk, trzykrotny medalista mistrzostw świata.
W 2014 roku zdobył złoto indywidualnie i drużynowo na mistrzostwach świata juniorów w Płowdiwie.
Podczas mistrzostw świata w Kazaniu w 2014 roku Chińczycy w składzie: Chen Haiwei, Lei Sheng, Ma Jianfei i Shi Jialuo zdobyli srebrny medal w zawodach drużynowych. W tej samej konkurencji zdobył również brąz na mistrzostwach świata w Moskwie w 2015 roku i kolejne srebro na mistrzostwach świata w Mediolanie w 2023 roku.
Wystartował na igrzyskach olimpijskich w Rio de Janeiro w 2016 roku, zajmując piąte miejsce drużynowo i siódme indywidualnie. W 2024 roku ponownie wziął udział w Letnich Igrzyskach Olimpijskich, gdzie w rywalizacji indywidualnej florecistów odpadł w pierwszej walce, a w turnieju drużynowym zajął piąte miejsce.
Ponadto zdobył srebro drużynowo i brąz indywidualnie na igrzyskach azjatyckich w Inczonie w 2014 roku oraz srebrne medale w obu konkurencjach na igrzyskach azjatyckich w Hangzhou (2022).